# Gleisdorf
Gleisdorf ist eine Stadt mit 11.533 Einwohnern (Stand 1. Jänner 2025) im Bezirk Weiz in der Oststeiermark, rund 21 km östlich von Graz. Gleisdorf (vormals Gerichtsbezirk Gleisdorf) liegt im Gerichtsbezirk Weiz. Am 1. Jänner 2015 wurde Gleisdorf im Rahmen der Gemeindestrukturreform in der Steiermark mit den Gemeinden Labuch, Laßnitzthal, Nitscha und Ungerdorf zusammengeschlossen. Die neue Gemeinde führt den Namen „Gleisdorf“ weiter.

## Geografie
Gleisdorf liegt im Tal der Raab, an der Mündung von Laßnitz und Rabnitz in diese, sowie mit Ortsteilen auch in der umgebenden Hügel- und Riedellandschaft der Oststeiermark. Gleisdorf ist ein regionales Zentrum mit entsprechender Infrastruktur und aufgrund seiner Lage wichtiger Verkehrsknoten sowie Wohnort mit kontinuierlichem Zuzug.

### Gemeindegliederung
Das Gemeindegebiet umfasst folgende zehn Ortschaften (in Klammern Einwohnerzahl Stand 1. Jänner 2025):
- Arnwiesen (203)
- Gamling (257)
- Gleisdorf (6794)
- Hart (224)
- Kaltenbrunn (426)
- Labuch (400)
- Laßnitzthal (868)
- Nitscha (797)
- Ungerdorf (1044)
- Urscha (520)

Die Stadt besteht aus den Katastralgemeinden Arnwiesen, Gamling, Gleisdorf, Kaltenbrunn, Labuch, Nitscha, Ungerdorf, Unterlaßnitz und Urscha.

### Nachbargemeinden
| Ludersdorf-Wilfersdorf                   | Albersdorf-Prebuch                          | Ilztal                 |
| Eggersdorf bei Graz (Bez. Graz-Umgebung) | Kompassrose, die auf Nachbargemeinden zeigt | Sinabelkirchen         |
| Nestelbach bei Graz (Bez. Graz-Umgebung) | St. Margarethen an der Raab                 | Hofstätten an der Raab |

### Klima
|                        | Jan  | Feb  | Mär  | Apr  | Mai  | Jun  | Jul  | Aug  | Sep  | Okt  | Nov  | Dez  |   |      |
| Mittl. Temperatur (°C) | −2,1 | −0,3 | 4,1  | 9,1  | 14,4 | 17,6 | 19,5 | 18,6 | 14,0 | 8,9  | 3,2  | −0,9 | ⌀ | 8,9  |
| Mittl. Tagesmax. (°C)  | 3,2  | 6,1  | 10,9 | 16,1 | 21,2 | 24,1 | 26,2 | 25,6 | 21,0 | 15,3 | 8,4  | 3,5  | ⌀ | 15,2 |
| Mittl. Tagesmin. (°C)  | −5,6 | −4,6 | −0,7 | 3,4  | 8,3  | 11,6 | 13,5 | 13,1 | 9,2  | 4,8  | 0,1  | −3,9 | ⌀ | 4,1  |
|                        |      |      |      |      |      |      |      |      |      |      |      |      |   |      |
| Niederschlag (mm)      | 23   | 28   | 41   | 53   | 83   | 114  | 99   | 120  | 82   | 60   | 50   | 44   | Σ | 797  |
|                        |      |      |      |      |      |      |      |      |      |      |      |      |   |      |
| Luftfeuchtigkeit (%)   | 66,7 | 54,3 | 49,5 | 44,8 | 47,2 | 50,3 | 48,5 | 49,8 | 53,1 | 59,4 | 67,5 | 72,2 | ⌀ | 55,3 |

| −5,6 |

| −4,6 |

| −0,7 |

| 3,4 |

| 8,3 |

| 11,6 |

| 13,5 |

| 13,1 |

| 9,2 |

| 4,8 |

| 0,1 |

| −3,9 |

| −5,6 |

| −4,6 |

| −0,7 |

| 3,4 |

| 8,3 |

| 11,6 |

| 13,5 |

| 13,1 |

| 9,2 |

| 4,8 |

| 0,1 |

| −3,9 |

## Geschichte
Ab dem 1. Jahrhundert bis um die Mitte des 3. Jahrhunderts bestand an dieser Stelle eine römische Siedlung (vicus).
Der Ort wird in einer Urkunde vom 17. September 1229 erstmals namentlich erwähnt. 1284 erhielt Gleisdorf das Marktrecht. Der später zu einem Türkeneinfall umgedichtete Ungarneinfall von 1418 zog auch Gleisdorf in Mitleidenschaft. Erst 1532 wurde der Ort vom türkischen Heer belagert und weitgehend zerstört. Die Befestigungsanlage, der Tabor, rund um die St.-Laurentius-Kirche hielt jedoch stand.
Bis 1570 gehörte Gleisdorf zur Herrschaft Riegersburg, dann ging es an die Grafen Kollonitsch, die nördlich der Stadt das Schloss Freiberg besaßen. Die Pfarrkirche wurde unter Einbeziehung gotischer Teile von 1648 bis 1672 in barockem Stil neu errichtet; der heutige, neugotische Turm stammt von 1875. Im Revolutionsjahr 1848 rüstete Gleisdorf eine bedeutende Abteilung der Nationalgarde aus.
Mit dem Bau der Eisenbahn 1872 begann für den Markt Gleisdorf ein wirtschaftlicher Aufschwung, der seinen Höhepunkt mit der Errichtung eines Wasserkraftwerkes in der Stubenbergklamm erreichte. Auch das Rathaus wurde in dieser Zeit errichtet.
Am 8. Juni 1920 wurde Gleisdorf zur Stadt erhoben (LGBl. 1920, Nr. 156). Gleisdorf war damit in der Ersten Republik die erste Gemeinde, die in den Stadtrang gelangte. In den 1970er Jahren brachte der Anschluss an die Süd Autobahn einen neuerlichen Aufschwung, da sich damit mehr Industriebetriebe ansiedelten.
Die Steirische Landesausstellung 2001 in Gleisdorf war dem Thema Energie gewidmet. Eine Reverenz an die langjährige Arbeit der „AEE INTEC“ („Arbeitsgemeinschaft Erneuerbare Energie – Institut für Nachhaltige Technologien“), die in der Stadt als „Solaranlagen-Selbstbaugruppe“, begonnen hatte, schließlich als „Arge Erneuerbare Energie“ (1988 wurde von ehemaligen Baugruppenleitern Arbeitsgemeinschaft Erneuerbare Energie ein gemeinnütziger Verein gegründet.) aktiv wurde. Gleisdorf ist Teil der LEADER-Region „Energieregion Weiz-Gleisdorf“.
Am 1. Jänner 2015 wurden die Nachbargemeinden Labuch, Laßnitzthal, Nitscha und Ungerdorf im Zuge der Steiermärkischen Gemeindestrukturreform mit der Stadt Gleisdorf zusammengeschlossen. Dadurch vergrößerte sich die Fläche von 4,75 km² auf 38,66 km², die Einwohnerzahl stieg von 6.122 auf 10.274.

## Kultur
- Kulturreferent: Karl Bauer
- Kulturbeauftragter: Gerwald Hierzi

### Kultur: historisch

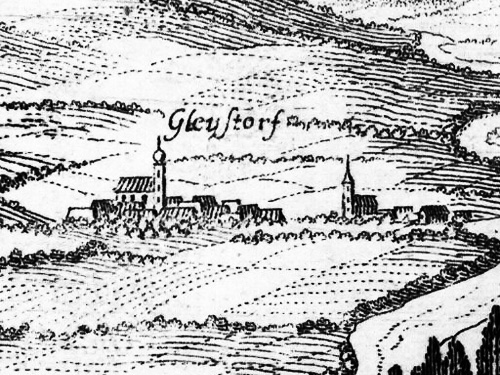
Der Flecken Gleystorf auf einem Stich von Georg Matthäus Vischer um 1680

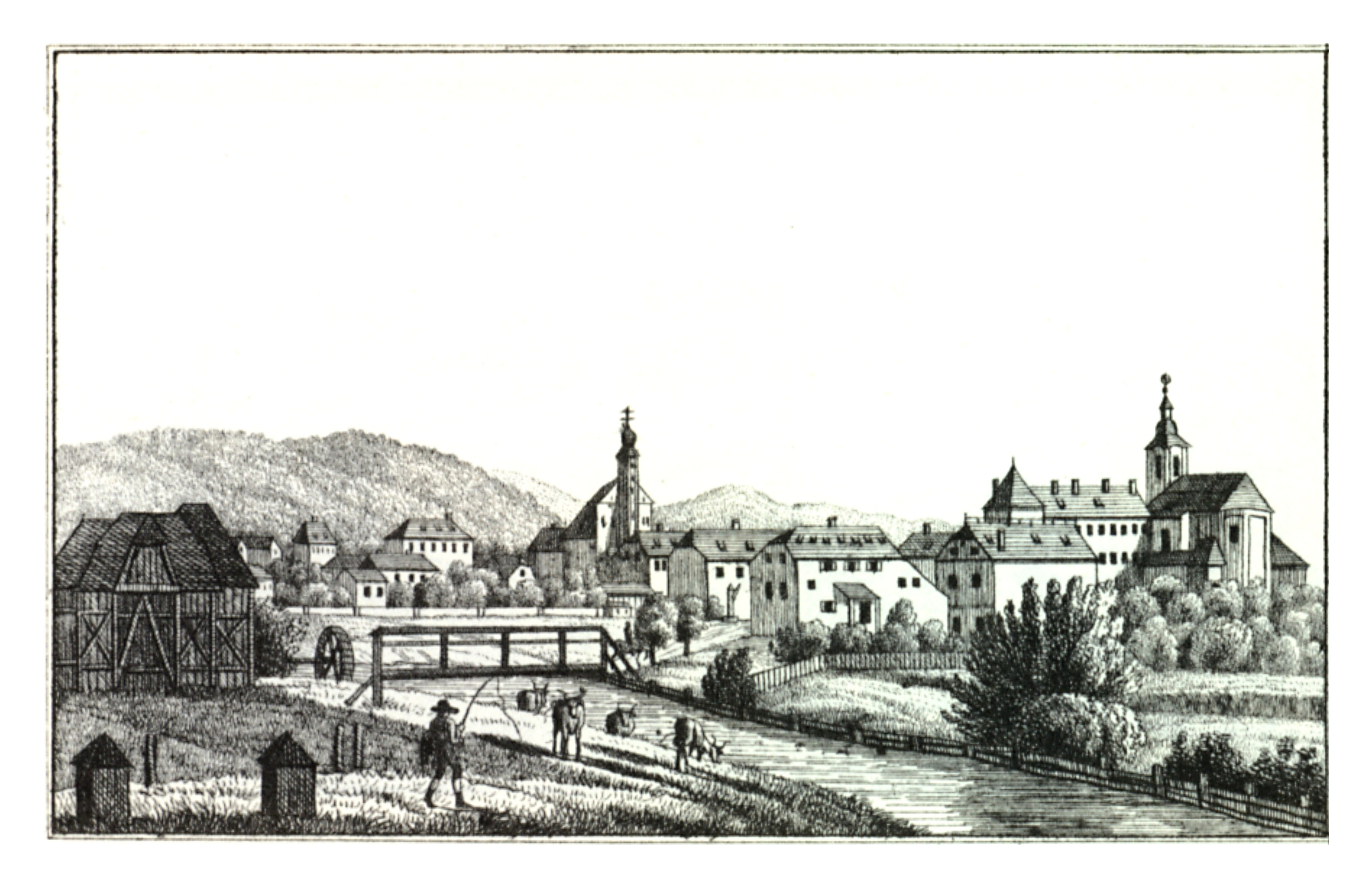
Gleisdorf um 1830,
Lith. Anstalt J.F. Kaiser, Graz

- 1681: In der Topographia Ducatus Stiria von Georg Matthäus Vischer zeigt der Stich „Freiberg“ das gleichnamige Schloss vom Gutshof her, was auch den Blick auf „Gleystorf“ ermöglicht. Laut Historiker Robert F. Hausmann „das erste überlieferte Bild des Marktes“.[6]
- Die Poststation als Kommunikationsknotenpunkt und Umschlagplatz für Informationen, ein früher kultureller Brennpunkt des Ortes: „Während viel größere Orte erst in den Vierzigerjahren des vorigen Jahrhunderts (= 1840er Jahre, Anm.) eine k. k. Post erhielten, hat Gleisdorf seit 1701 eine solche…“[7]
- Die Marienkirche (Kirche Mariä Reinigung), auch „Spitalskirche“ genannt, erbaut von 1744 bis 1747, war über Jahrhunderte ein kulturelles Zentrum, überdies ein Wallfahrtsort. Sie beherbergte ein Archiv und eine Bibliothek. Ein Spital, „das von der Herrschaft Freiberg unterhalten wurde“[8] war angeschlossen.
- Im 1882 errichteten Dominikanerinnenkloster unterhielten die Dominikanerinnen bis 1996 eine Schule und einen Kindergarten. Anlässlich der Steirischen Landesausstellung 2001 zum Thema „Energie“ wurde das Kloster unter dem Namen „Forum KLOSTER“[9] als kulturelles Veranstaltungszentrum präsentiert.

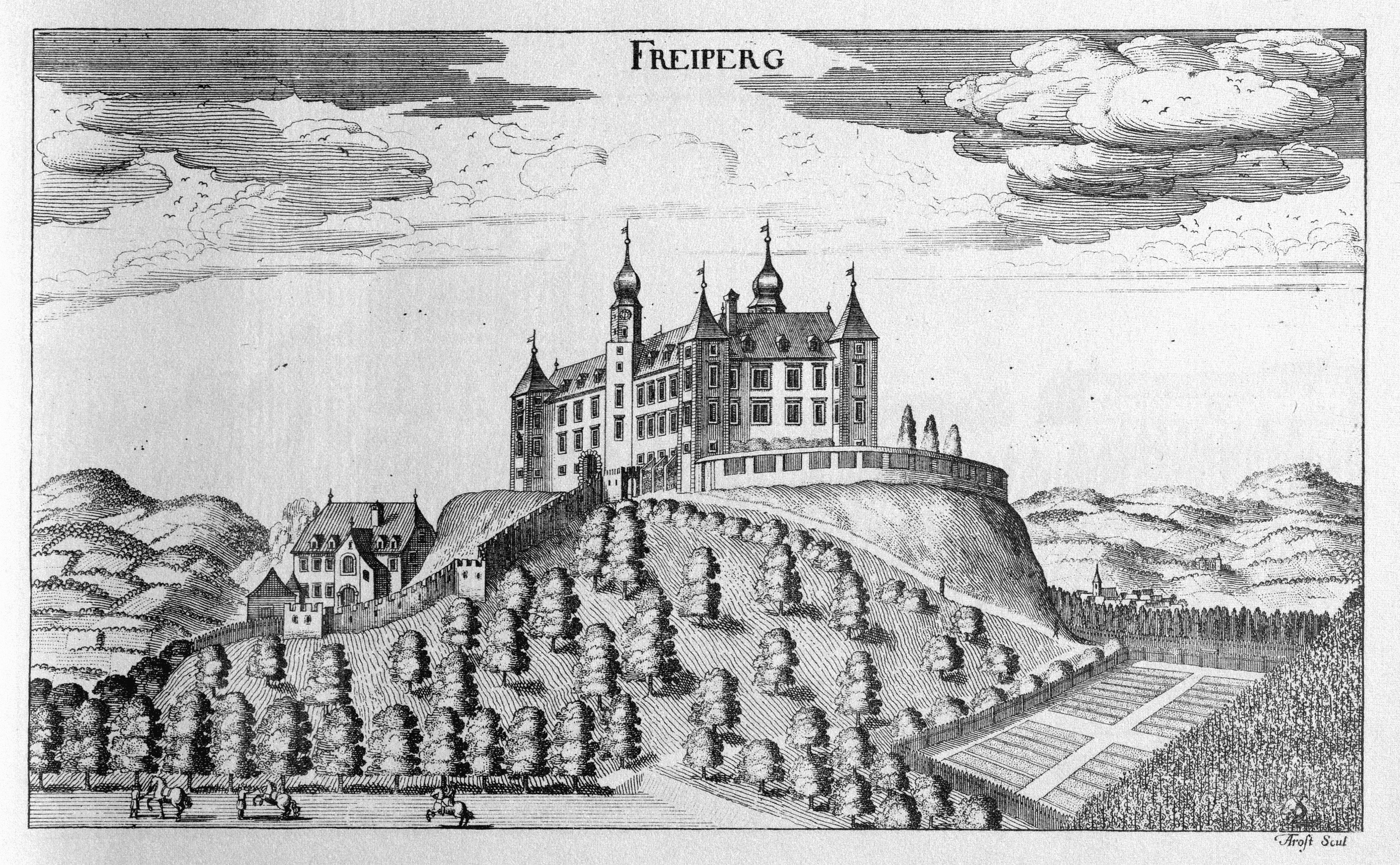
Schloss Freiberg bei Gleisdorf ist seit Jahrzehnten ein Ort des öffentlichen Kulturgeschehens (Vischer – Topographia Ducatus Stiria).
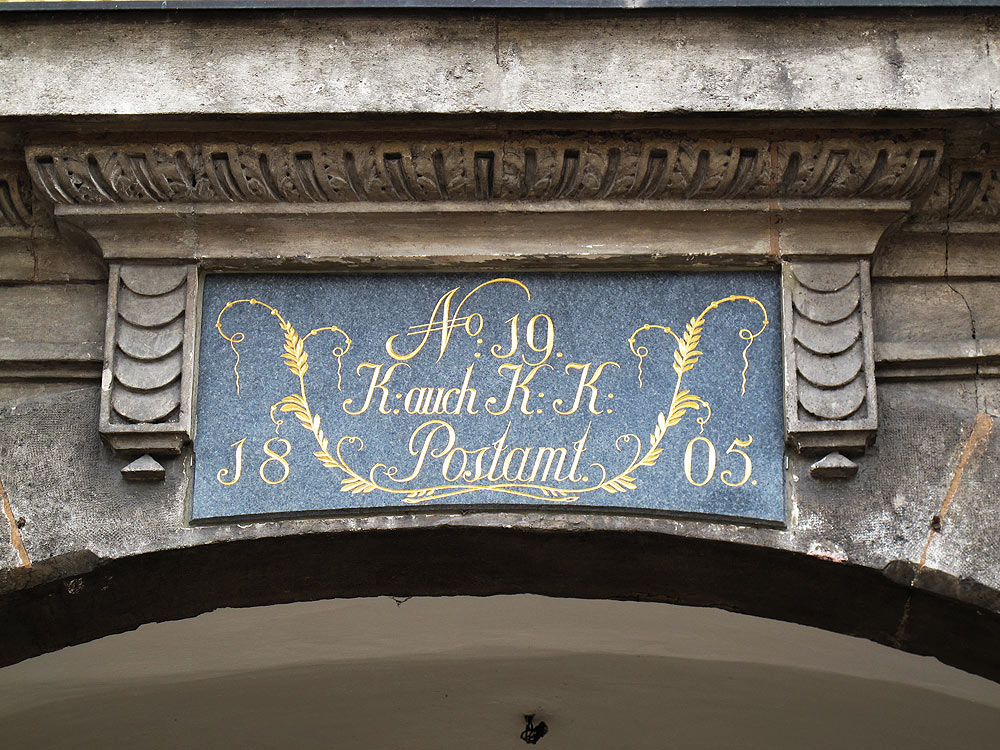
Mobilität und Kommunikation als Grundzutaten kultureller Entwicklung: Tafel über der Zufahrt zur vormaligen „Poststation Gleisdorf“

### Kultur: traditionell
- 1875: Ein „Musikverein Gleisdorf“ wird urkundlich erwähnt.
- 1909: Die Statthalterei für Steiermark bestätigte am 1. Juli 1909 die Statuten des „Musikverein Gleisdorf“
- 1948: Am 12. Dezember fand die Gründung der „Stadtkapelle Gleisdorf“ statt.[10]

#### Museum im Rathaus

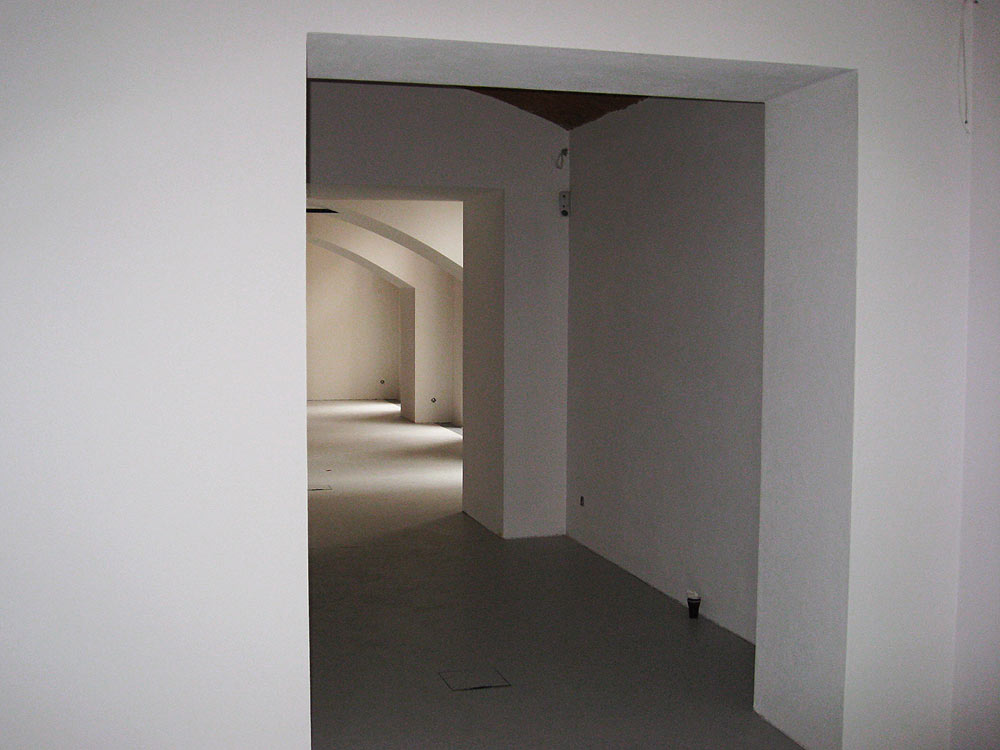
Das „MiR – Museum im Rathaus“ als Ausstellungsraum

Das MiR – Museum im Rathaus wurde 2008 in den Kellerräumen des denkmalgeschützten Rathauses eingerichtet. Der Hauptteil des „MiR“ wird als Ausstellungsraum im Sinne eines White Cube genutzt und ganzjährig bespielt. Die Museums-Artefakte sind ausgelagert. Dafür ist ein Nebenraum des „MiR“ von Historiker Robert F. Hausmann als „Geschichte-Raum“ gestaltet worden. Dort wird auf drei Erzählebenen die Geschichte Gleisdorfs zu jener Österreichs und zur Weltgeschichte in Beziehung gesetzt.

### Kultur: Gegenwartskunst
Im Raum Gleisdorf sind Aktivitäten ganzjährig der Gegenwartskunst und den Voluntary Arts gewidmet. Das bezieht neben Kunstveranstaltungen auch Kunstdiskurs und themenbezogene Regionalentwicklung ein.
2001 gastierte unter der Leitung von Wolfgang Zinggl die handlungsorientierten Kunstgruppe WochenKlausur in der Stadt und stellte die Ergebnisse ihrer Ergebungen öffentlich zur Diskussion.
Ein Gleisdorfer Kunstprojekt (kultur.at) hat 2007 erstmals eine lokale Kooperation mit dem Festival Steirischer Herbst realisiert („next code: love“). 2010 war für ein Folgeprojekt eine Abordnung der Konzeptkunst-Formation Kollektive Aktionen (Andrei Monastyrski) eine Woche in der Stadt.
2008 wurde Gleisdorf durch kultur.at ein Schauplatz der ersten steirischen regionale („next code: divan“).
2014: Gleisdorf wird zum Angelpunkt der Kulturspange, einer Kooperation von drei Kulturinitiativen: Heterotopia PerpetuumMobile (Belgrad), Kunst Ost (Gleisdorf) und Netzwerk Salzkammergut (Bad Mitterndorf). Auf zweiter Ebene ist die „Kulturspange“ mit der Kulturinitiative Fokus Freiberg verbunden, dessen Schlüsselperson der Unternehmer Ewald Ulrich ist.

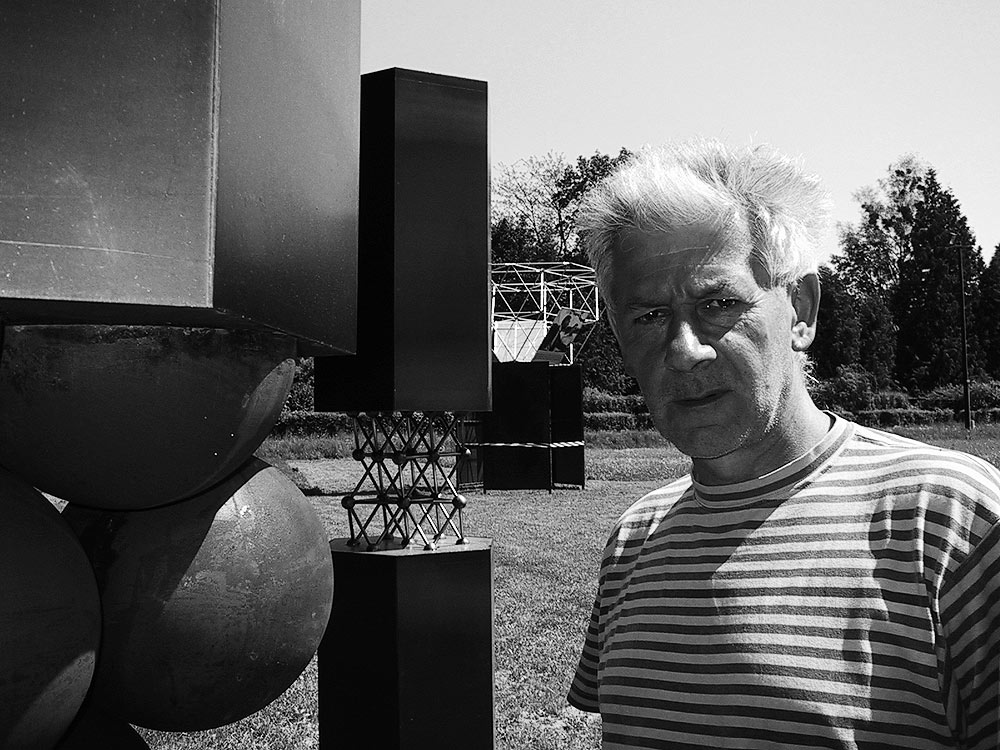
Hartmut Skerbisch vor seiner Arbeit „Das Energiespiel“ auf dem Eislaufplatz (2001)
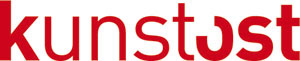
Das Gleisdorfer Kulturlabor Kunst Ost

### Kultur: Veranstaltungsorte
- Dieselkino
- Forum Kloster[16]
- Galerie einraum. Die Privatinitiative Einraum Gleisdorf war von 2008 bis 2018 eine Galerie in der Gleisdorfer Innenstadt[17] und wurde 2020 als Pop Up-Galerie wieder zum Leben erweckt.[18]
- Haus der Musik[19]
- Kulturkeller[20][21]
- Marienkirche
- Literaturcafé in der Stadtbücherei Gleisdorf[22]
- MiR – Museum im Rathaus[23]
- Pfarrsaal Gleisdorf

## Sehenswürdigkeiten

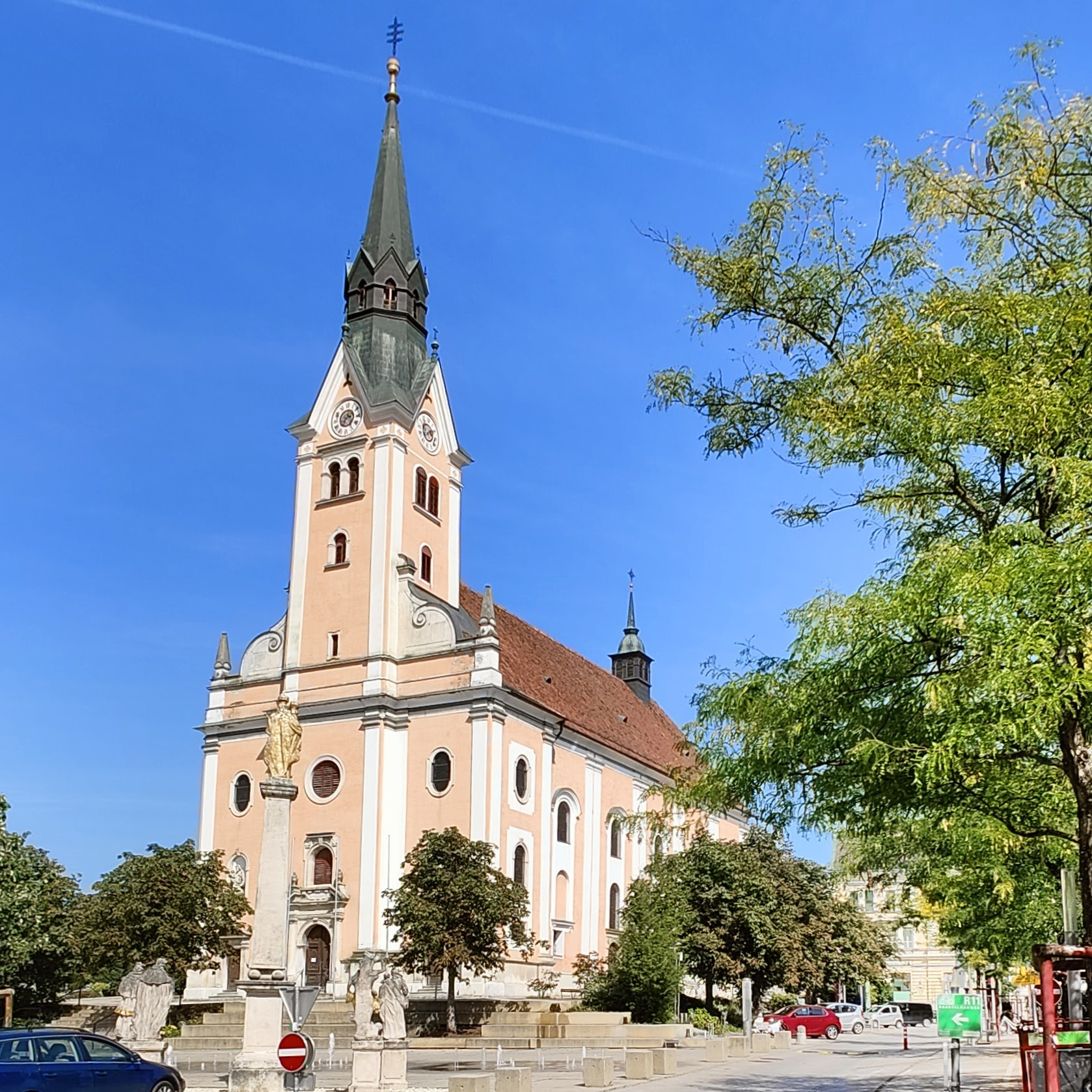
Stadtpfarrkirche Gleisdorf

- Katholische Stadtpfarrkirche Gleisdorf hl. Laurentius: Eine erste urkundliche Erwähnung der Gleisdorfer Kirche erfolgte 1229 als Tochterkirche der Pfarre Sankt Ruprecht an der Raab. 1648–1672 wurde die heutige Barockkirche erbaut und dem heiligen Laurentius von Rom geweiht. Historistische Erweiterungen sind von 1891–1893. An der Außenfassade findet sich ein Römerstein des 2. Jahrhunderts
- Auf dem Hauptplatz, vor der Stadtpfarrkirche, steht eine Mariensäule aus dem Jahr 1665. Die „Frauensäule“ war anlässlich des Sieges von Montecuccoli über die Osmanen bei St. Gotthard/Mogersdorf (1664).[24] Die Statue auf der „Türkensäule“ blickte ursprünglich in die entgegengesetzte Richtung.
- Ehemaliges Piaristenkloster (1774–1824):
  - Marienkirche, ehemalige Piaristenkirche: Am Standort befand sich eine ältere Spitalskirche. 1744–1747 unter Kardinal Sigismund von Kollonitz zu Ehren Mariä Reinigung (Lichtmess) erbaut, heute katholische Filialkirche
  - Ehemalige Klostertrakt, bis Mitte 2014 Bezirksgericht Gleisdorf
- Das Gleisdorfer Rathaus steht am Florianiplatz und wurde von 1892 bis 1894 erbaut. Hervorstechend sind ein vorspringender Giebel und der Eckturm. Neben den Amtsräumen befinden sich das Heimatmuseum, zahlreiche Römerfunde, eine Porträtgalerie aus Schloss Freiberg und eine Mineraliensammlung in den Räumlichkeiten.[25] Hinter dem Rathaus befinden sich das Forum Kloster und ein Veranstaltungsort. Ursprünglich diente der Trakt als Dominikanerinnenkloster.
- Der 32 Meter hohe Aussichtsturm am Kleeberg im Ortsteil Labuch ist eine moderne Mischung aus Aussichtsturm und Skulptur.

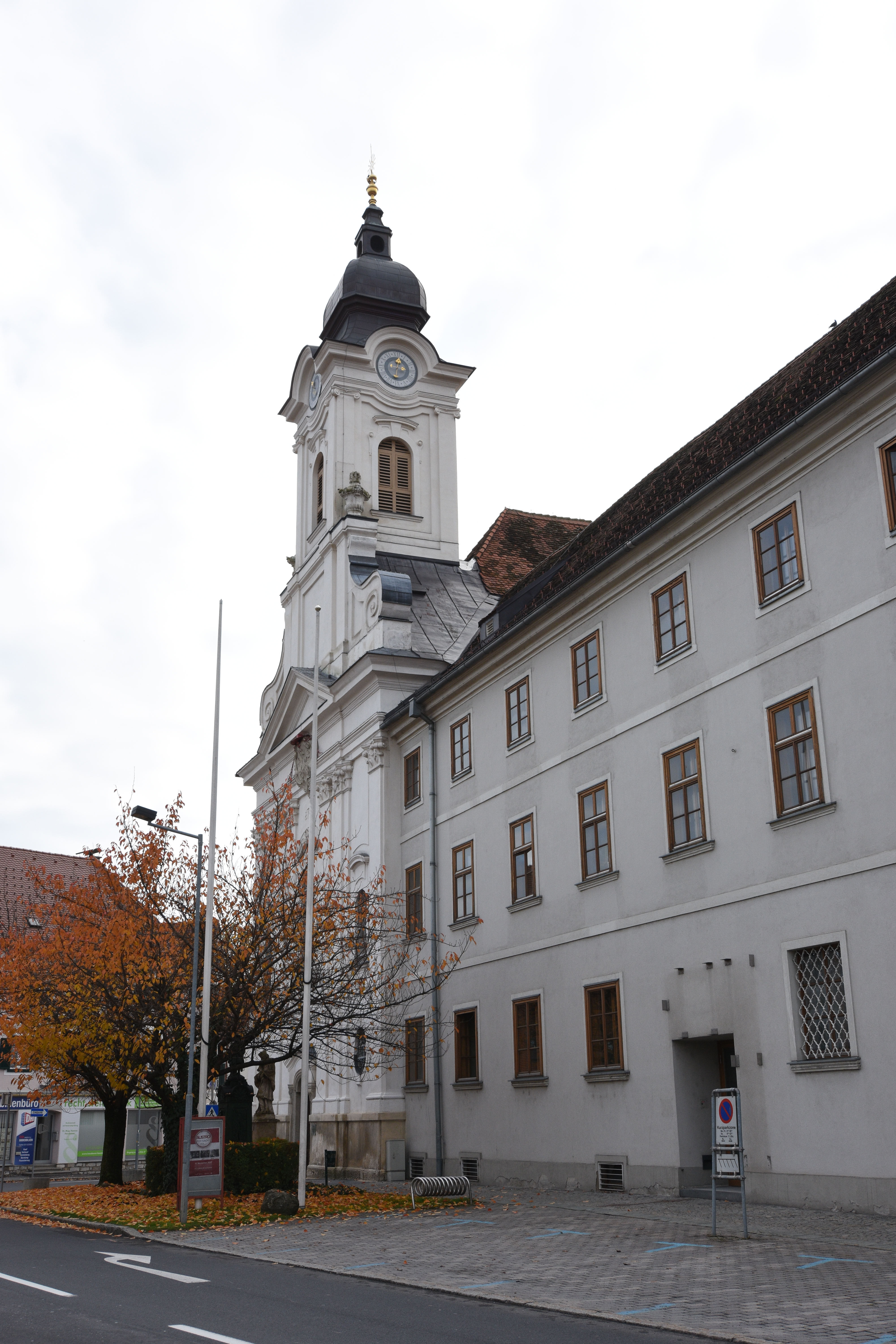
Marienkirche (2017)
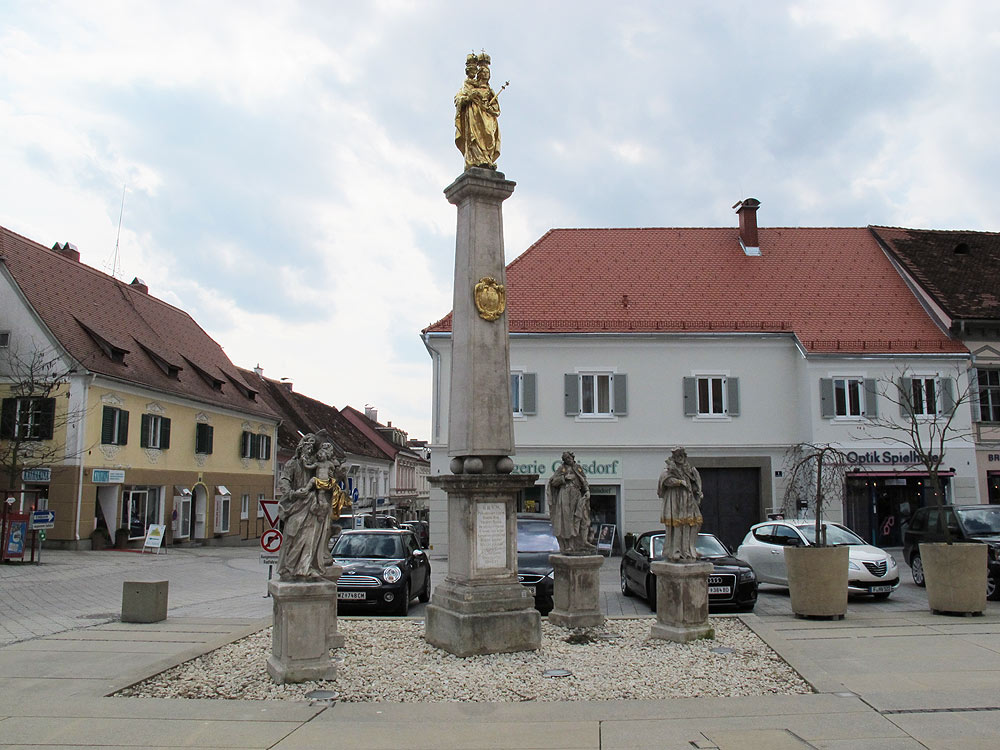
Mariensäule am Hauptplatz (2013)
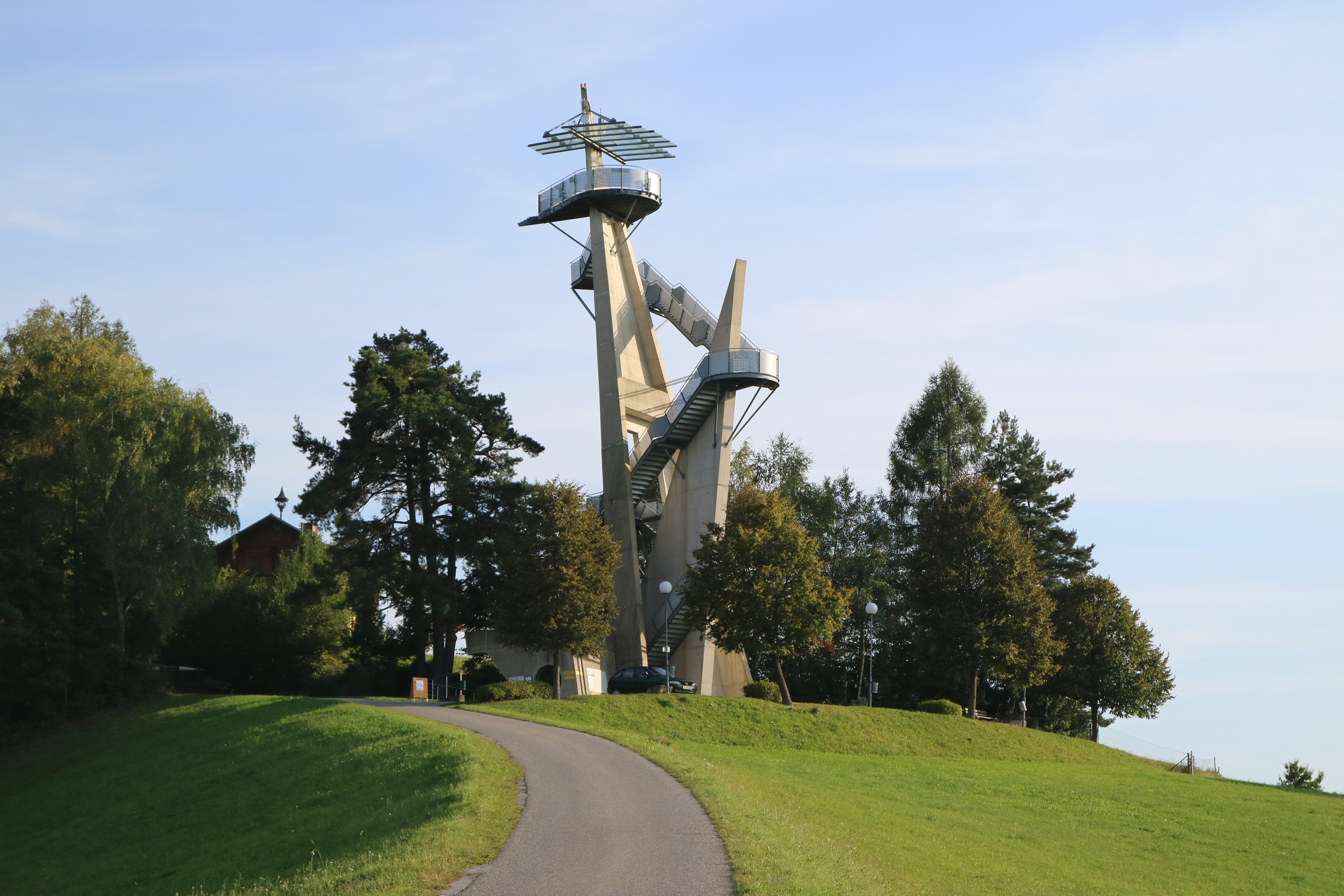
Aussichtsturm Kleeberg (2016)

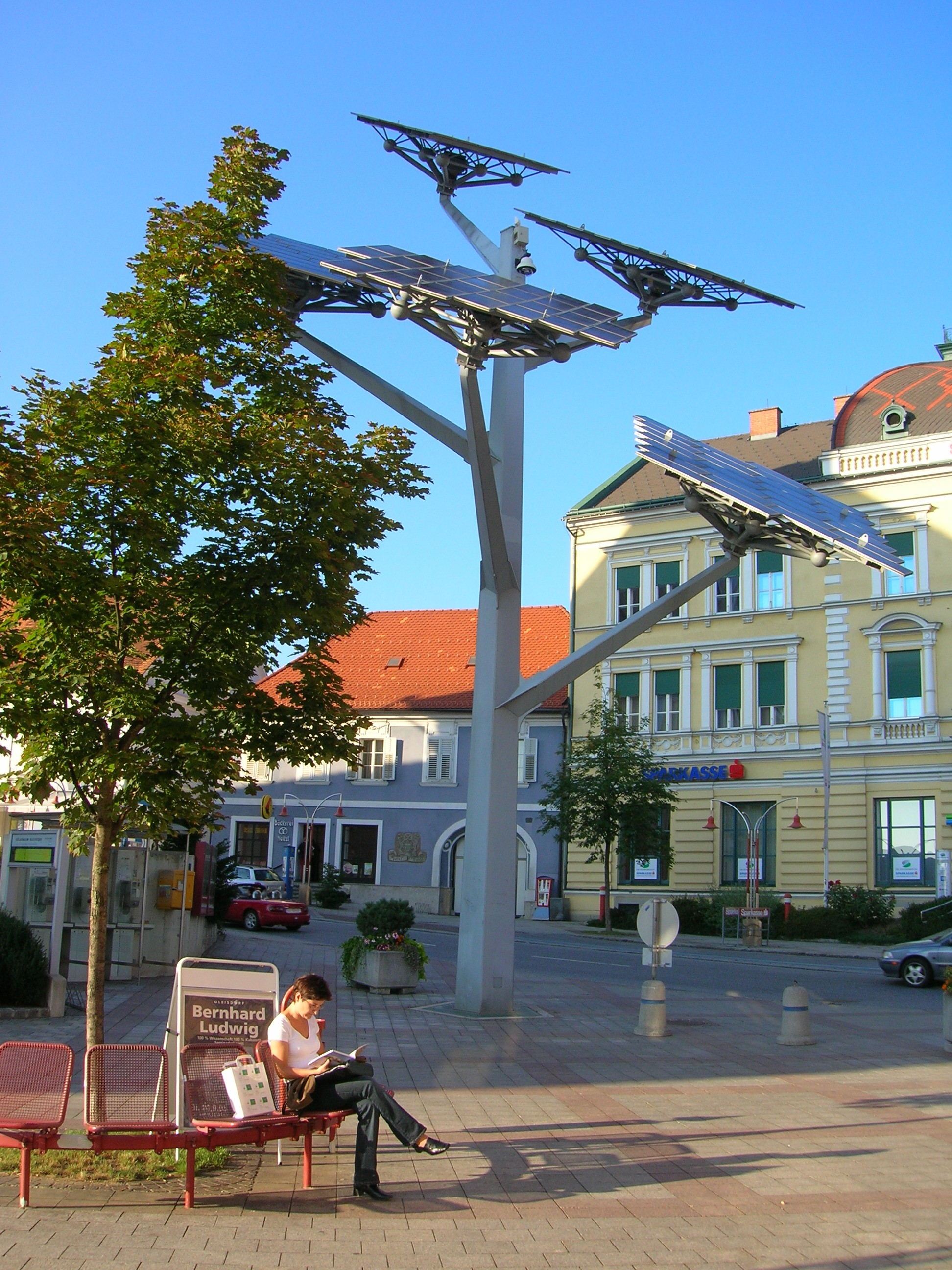
Solarbaum am Hauptplatz (2005)

- Solarbaum: Ein zentraler Punkt der „Straße der Solarenergie“ ist der 1998 errichtete Solarbaum. Dieser 17,3 Meter hohe und 12,7 t schwere Stahlbaum besteht aus 140 Solarmodulen, die jährlich zusammen 6.650 kWh produzieren. Die erzeugte Energie wird für 70 Straßenleuchten in der Innenstadt verwendet. Der Solarbaum – das neue Wahrzeichen der Stadt Gleisdorf – wurde vom steirischen Künstler Hartmut Skerbisch entworfen, der auch das „Lichtschwert“ vor der Grazer Oper schuf.

### Regelmäßige Veranstaltungen
- Auto Novo (Mobilität und Mobilitätsgeschichte, im Herbst)
- Internationale Musicalwerkstatt (im August)
- TIP-Kirta (immer am letzten Juliwochenende, seit 1975)
- Gleisdorf Solar (Solarthermie etc., alle zwei Jahre, zuletzt 2016)

## Wirtschaft und Infrastruktur
Gleisdorf gilt als Einkaufsstadt, ist aber auch ein Technologiestandort, was sich in der Themenwahl für die Zugehörigkeit zu einer steirischen LEADER-Region ausdrückt. Diese trägt den Titel „Energieregion Weiz-Gleisdorf“. Gleisdorf ist als „Solarstadt“ den erneuerbaren Energien gewidmet; im Kontrast zum ersten LEADER-Kulturprojekt der Steiermark, das von dieser Stadt ausging. Die Hauptthemen „Energie-Region“ sind – gemäß dieser Themenstellung und wirtschaftlichen Situation – Energieautarkie und Mobilität.
Die Nutzung von Photovoltaik basiert hier nicht bloß auf privater Initiative, sondern wird – nebst anderen Maßnahmen – auch von der städtischen Feistritzwerke STEWEAG GmbH forciert. Die Firma befindet sich zum größten Teil im Eigentum der Gemeinde und kümmert sich gemeinsam mit dem Mutterbetrieb der Stadtwerke Gleisdorf mit innovativen Projekten um die sichere Versorgung mit Strom, Wärme und Wasser sowie die Abfallentsorgung.
Mit „Ingenos ZT GmbH“ gehört eines der größten Ziviltechniker-Büros Österreichs zur Stadt. Mit der „AEE INTEC“ beherbergt Gleisdorf jene zweitgrößte Forschungseinrichtung Österreichs zum Thema „Erneuerbare Energie“, von der 1988 die Arbeitsgemeinschaft Erneuerbare Energie gegründet wurde. Darüber hinaus wird Gleisdorf auch von der „Vitrasan GmbH“ als Firmensitz genutzt, welche der europäische Marktführer für CBD Produkte ist. 
Die „Smarda GmbH“ ist ein in Gleisdorf ansässiges Unternehmen, das ein rein europäisches, vollständig auf Künstlicher Intelligenz basierendes Shopsystem betreibt. Smarda entwickelt E-Commerce-Lösungen unter besonderer Berücksichtigung der Barrierefreiheit und orientiert sich dabei an den Vorgaben des Barrierefreiheitsgesetzes.

### Bildung
- Bundesgymnasium und Bundesrealgymnasium Gleisdorf

### Verkehr

#### Autobahn
Im Dezember 1969 wurde der Abschnitt Graz-Gleisdorf der Südautobahn A 2 eröffnet. Erst Jahre später wurde der Abschnitt Gleisdorf-Hartberg als Sparautobahn auf der Trasse der Richtungsfahrbahn Wien errichtet und als Gegenverkehrsbereich freigegeben. Der Vollausbau dieses 42 Kilometer langen Abschnittes erfolgte erst nach zahlreichen schweren Verkehrsunfällen, die durch die fehlende bauliche Trennung der Fahrstreifen mit verursacht wurden. Anschlussstellen der A 2 im Bereich von Gleisdorf sind Gleisdorf-Süd (157) und Gleisdorf-West (161).

#### Landesstraßen (vormals Bundesstraßen)
Gleisdorf liegt an vier ehemaligen Bundesstraßen:
- B 54 Wechsel Straße: Ludersdorf-Wilfersdorf – Gleisdorf – Hartberg – Wechselpass – Aspang – Wiener Neustadt
- B 64 Rechberg Straße: Gleisdorf – Weiz – Frohnleiten
- B 65 Gleisdorfer Straße: Graz – Gleisdorf – Ilz – Fürstenfeld – Staatsgrenze zu Ungarn bei Heiligenkreuz im Lafnitztal
- B 68 Feldbacher Straße: Gleisdorf – Feldbach

#### Eisenbahn

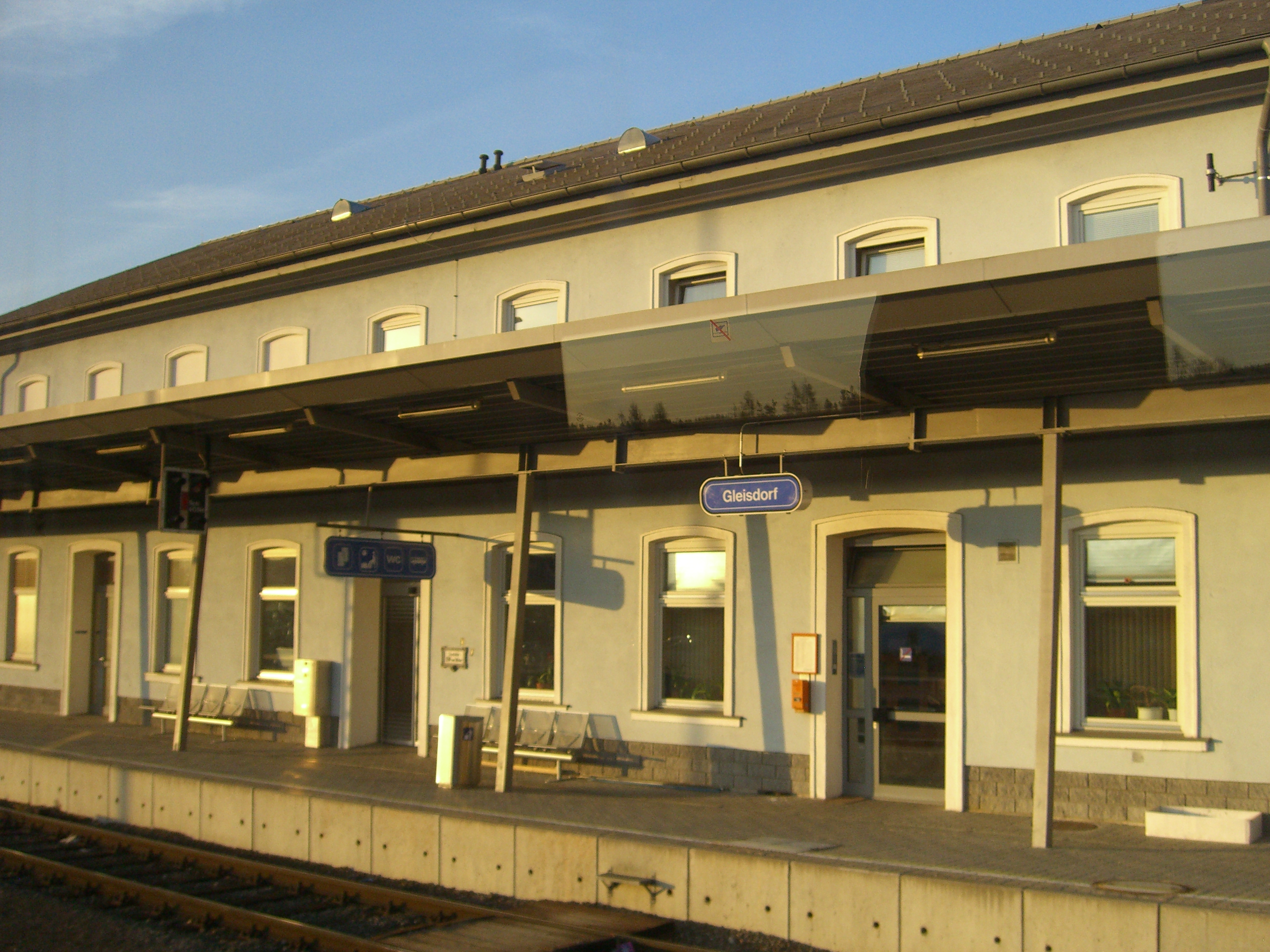
Bahnsteig 1 am Bahnhof Gleisdorf (2010)

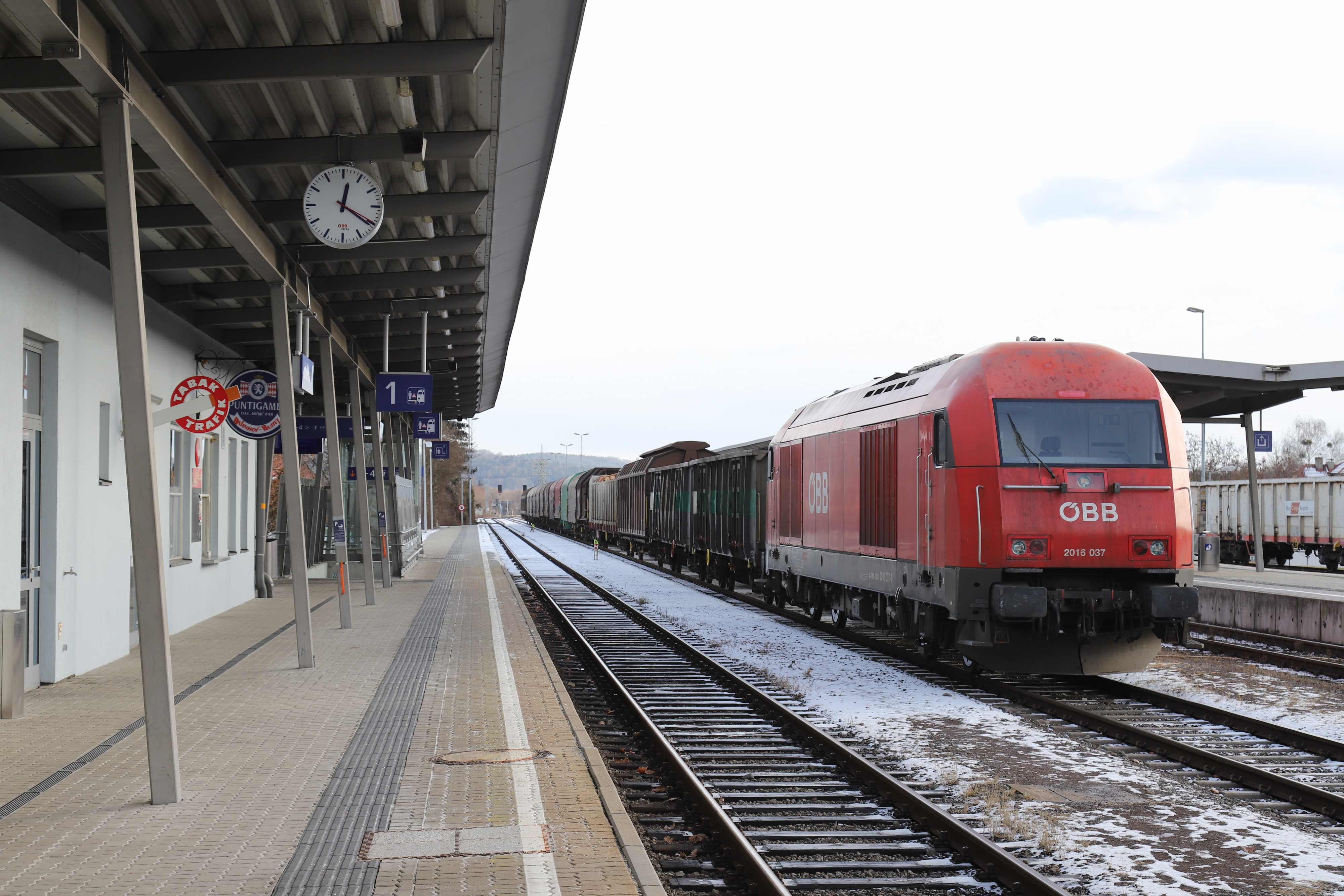
Güterzug mit Lokomotive der ÖBB Reihe 2016 im Bahnhof Gleisdorf (2019)

Der Bahnhof Gleisdorf liegt im südwestlichen Stadtgebiet. Er wurde am 1. Mai 1873 mit der Eröffnung des letzten Abschnittes der steirischen Ostbahn von Jennersdorf nach Graz als Durchgangsbahnhof in Betrieb genommen. Seit 28. August 1889 ist Gleisdorf auch Ausgangspunkt und Anschlussbahnhof der Landesbahn Gleisdorf – Weiz.
Im Jahr 1999 wurde der Bahnhof Gleisdorf mit einem Aufwand von 155 Mio. Schilling zur Verkehrsdrehscheibe ausgebaut. Im Rahmen des Projektes wurde ein Bahnsteigtunnel und ein überdachter Inselbahnsteig mit Zungenbahnsteig für die Weizer Bahn errichtet. Die im Bahnhofsbereich liegende Eisenbahnkreuzung Mühlstraße wurde durch eine Unterführung ersetzt, der Busbahnhof verlegt und Park&Ride-Parkplätze sowie überdachte Stellplätze für Fahrräder gebaut.
Im Jahr 2000 wurde ein elektronisches Stellwerk ESTW SMC 86 in Betrieb genommen. Der Bahnhof Laßnitzhöhe sowie die betrieblichen Ausweichen Laßnitzthal (Bahnhaltestelle) und Autal werden von hier ferngesteuert.
Die im Bahnhofsbereich seit 1999 bestehende Park&Ride-Anlage mit einer Kapazität von 95 Zweirad-Stellplätzen und 163 Pkw-Stellplätzen wurde bis Ende Oktober 2013 um weitere 64 auf 227 Pkw-Stellplätze erweitert. Die bislang dritte Erweiterung der Park&Ride-Anlage wurde im Oktober 2015 abgeschlossen und damit die Kapazität auf insgesamt 350 Pkw-Stellplätze sowie 190 Zweirad-Stellplätze, davon 110 Fahrrad-Stellplätze, erhöht.
In Gleisdorf Bahnhof halten alle Regional-, Regionalexpress- und S-Bahn-Züge der Ostbahn, sowie alle Züge der Nebenbahn nach Weiz, die in Gleisdorf West einen weiteren Halt haben. Mit Fahrplanwechsel Dezember 2023 sind das an Werktagen von Montag bis Freitag 67 Verbindungen mit Graz (davon 32 nach Graz und 35 von Graz), sowie 50 mit Weiz (jeweils 25 von und nach Weiz), insgesamt bis zu 117 Züge täglich, die planmäßig von vier Bahnsteigen verkehren. An Werktagen außer Samstag verkehren 6 direkte S-Bahn-Züge von Weiz nach Graz, sowie 6 direkte S-Bahn-Züge von Graz nach Weiz, die in Gleisdorf Kopf machen. An Samstagen, wenn Werktag, bestehen 44 Zugverbindungen mit Graz (davon 21 nach Graz und 23 von Graz), sowie 18 Zugverbindungen mit Weiz, insgesamt 62 Züge täglich, die planmäßig verkehren. An Sonn- und Feiertagen werden 43 Zugverbindungen mit Graz angeboten (20 nach Graz und 23 von Graz). Die an der Ostbahn gelegene Bahnhaltestelle in Laßnitzthal ist seit 1. Jänner 2015 die dritte S-Bahn-Station im Gemeindegebiet von Gleisdorf. Auf der Nebenbahn von Gleisdorf nach Weiz ist an Sonn- und Feiertagen der Personenverkehr eingestellt. Die Personenbeförderung an Sonn- und Feiertagen erfolgt mit der Buslinie 202, mit 6 Kurspaaren zwischen Gleisdorf und Weiz.
Nach Abschluss der wichtigsten streckenbaulichen Maßnahmen (Ausweichbahnhöfe und Haltestellen, Informations- und Sicherungstechnik) wurde am 12. Dezember 2010 auf der Trasse der Ostbahn der Betrieb der Linie 3 der S-Bahn Steiermark aufgenommen. Die Nebenbahn von Gleisdorf nach Weiz wurde als Linie S 31 in das S-Bahn-Netz integriert. Mit Fahrplanwechsel Dezember 2018 wurde das Zugangebot der Linie S 31 an Werktagen ausgebaut und in den Tagesrandlagen sowie an Samstagen verbessert. Die Betriebssperre der S 31 an Sonn- und Feiertagen wurde beibehalten.
Alle wichtigen Regionalbuslinien fahren mit ihren Kursen den Bahnhof Gleisdorf an, wo die Haltestellen am Bahnhofvorplatz oder in kurzer Gehwegdistanz zu diesem eingerichtet sind und den fahrplanmäßigen Umstieg im ÖPNV ermöglichen.
Bis 2028 wird der Betrieb auf der Bestandsstrecke der steirischen Ostbahn von Dieseltraktion auf Elektrotraktion umgestellt. Die Bestandsstrecke wird gemäß Rahmenplan der ÖBB Infrastruktur AG in den Jahren 2023 bis 2027 im eingleisigen Verlauf von Graz Ostbahnhof bis Jennersdorf (nächst der Staatsgrenze zu HU) streckenbaulich attraktiviert und elektrifiziert.
Eine zwischen Graz und Gleisdorf zu errichtende Neubaustrecke war im behördlichen Prüfungs- und Genehmigungsverfahren. Das Projekt wurde jedoch im Generalverkehrsplan rückgereiht und soll nun erst nach 2030 realisiert werden. Die eingereichte und genehmigte Trasse soll entlang der bestehenden Autobahn A 2 verlaufen und die Laßnitzhöhe in einem Basistunnel unterqueren. Die NBS soll in Raaba bei Graz mit der Bestandsstrecke nach Graz, sowie im Bereich von Feldkirchen bei Graz mit der Koralmbahn verbunden werden. Über die NBS sollen auch Güterzüge von und zum Terminal Werndorf geführt und damit dessen Anbindung via Ostbahn nach Ungarn verbessert werden. Nach Inbetriebnahme der NBS soll auf der Bestandsstrecke via Laßnitzhöhe der PNV verdichtet und im Abschnitt Graz–Gleisdorf (–Weiz) als Schnell- oder Stadt-Bahn geführt werden.

#### Fahrrad
Gleisdorf liegt am Radweg R11, dem Raabtal-Radweg, der vom Raab-Ursprung bei Passail bis nach Szentgotthárd in Ungarn führt. Durch Gleisdorf führt auch der Pilger(rad)weg von Kleinmariazell nach Mariazell.

## Politik

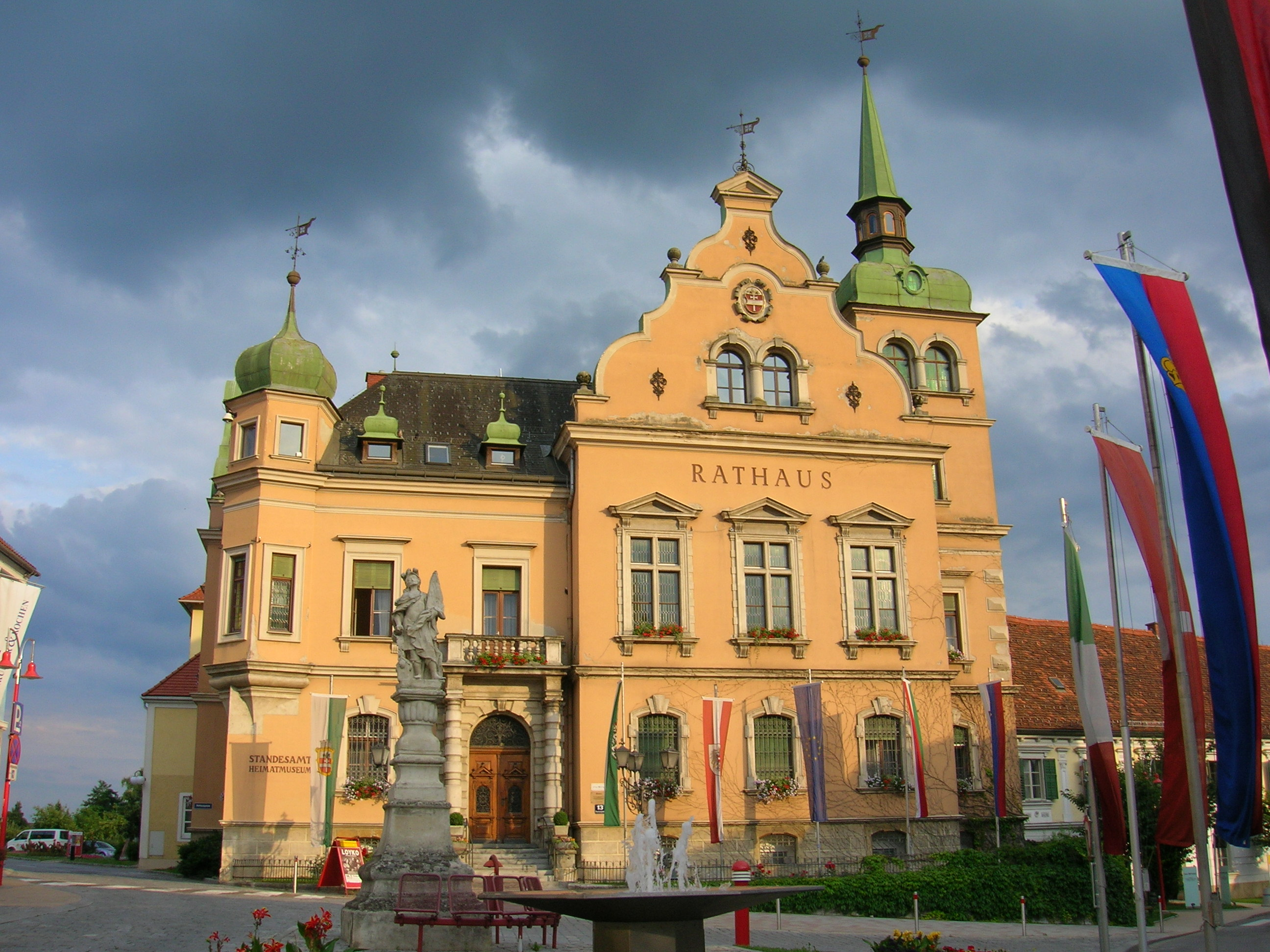
Rathaus

### Gemeinderat
Der Gemeinderat hat 31 Mitglieder.
- Mit den Gemeinderatswahlen in der Steiermark 2015 hatte der Gemeinderat folgende Verteilung: 17 ÖVP, 8 SPÖ, 3 FPÖ und 3 GRÜNE.[33]
- Mit den Gemeinderatswahlen in der Steiermark 2020 hat der Gemeinderat folgende Verteilung: 18 ÖVP, 6 GRÜNE, 4 SPÖ und 3 FPÖ.[34]

### Bürgermeister
- 1960–1965 Hans Ederer (SPÖ)[35]
- 1965–1975 Rudolf Heinz Fischer (ÖVP)
- 1975–2000 Franz Nussmayr (SPÖ)
- seit 2000 Christoph Stark (ÖVP)

### Wappen
Die Verleihung des Gemeindewappens erfolgte am 21. Juli 1922. Wegen der Gemeindezusammenlegung verlor das Wappen mit 1. Jänner 2015 seine offizielle Gültigkeit. Die Wiederverleihung erfolgte mit Wirkung vom 20. März 2016.
Die Blasonierung lautet:
„Im roten Schild unter silbernem, mit aus der Teilung wachsender halben grünen Lilie belegtem Schildhaupt ein silberner Querbalken, diesem unterlegt ein silbernes Lateinisches Kreuz mit oben und seitlich verbreiterten Balkenenden.“

### Städtepartnerschaften
- seit 1961 Winterbach im Remstal nahe Stuttgart
- seit Jahr Nagykanizsa (Ungarn)

### Netzwerke
- Kleinregion Gleisdorf[38]
- 8 Städte (Die Oststeirische Städtekooperation)[39]
- LEADER Energieregion Weiz-Gleisdorf[5]
- Gleisdorf ist, neben Weiz, eine der oststeirischen „smart cities“[40] im Zusammenhang von europaweit etablierten „smart cities“ und „smart regions“.[41]

## Persönlichkeiten

### Söhne und Töchter der Stadtgemeinde
- Johann Georg Zechner (* 9. April 1716; † 7. Juni 1778), Organist und Komponist
- Fritz Knoll (* 21. Oktober 1883; † 24. Februar 1981), Botaniker
- Karl Taus (* 24. September 1893; † 19. November 1977), SS-Brigadeführer
- Arnold Karl Wratschko (* 25. Oktober 1900; † 28. Oktober 1973), Maler
- Alois Wünsche-Mitterecker (* 28. November 1903; † 1975), Künstler
- Peter Freyberger (* 8. November 1922; † 21. Juni 2009), Zahnarzt und Universitätsprofessor
- Boris Bukowski (* 5. Februar 1946), Musiker
- Harald Ettl (* 7. Dezember 1947), SPÖ-Politiker
- Hannes Kartnig (* 27. Oktober 1951), Unternehmer
- Andrea Wolfmayr (* 16. Juli 1953 als Andrea Kern), Schriftstellerin, Nationalratsabgeordnete von 1999–2006 (Kultursprecherin der ÖVP)
- Erich Hafner (* 2. April 1959), Politiker, Abgeordneter zum Steiermärkischen Landtag
- Wolfgang Schalk (* 8. April 1961), Jazzmusiker und Bandleader
- Dolf Maurer (* 18. September 1961), Autor, Moderator, Sprechtrainer
- Richard Niederbacher (* 7. Dezember 1961), ehemaliger österreichischer Fußballspieler
- Wilhelm Krautwaschl (* 5. März 1963), Bischof der Diözese Graz-Seckau, seit 2015
- Siegfried Tromaier (* 15. Juni 1964; † 15. Februar 2025), SPÖ-Politiker
- Christoph Stark (* 1. April 1967), ÖVP-Politiker
- Marie Kreutzer (* 1977), Filmregisseurin und Drehbuchautorin
- Paul Gartler (* 10. März 1997), Fußballspieler

### Mit der Stadt verbundene Persönlichkeiten
- Johannes Chum (* um 1968), Sänger (Tenor), wuchs in Gleisdorf auf
- Alex Deutsch (* 9. August 1959), Musiker, Kultur- und Künstlermanager, Pädagoge
- Rudolf Heinz Fischer (* 26. Jänner 1916; † 20. Mai 2011), Politiker (ÖVP)
- Emmy Göber (* 30. März 1929; † 17. November 2010), Politikerin (ÖVP), lebte und arbeitete hier seit den 1950er Jahren
- Gerhard Hörting (* 29. Juni 1972), Pfarrer von Gleisdorf von 2012 bis 2020
- Aquinata von Hoyos-Sprinzenstein (1828–1886), Dominikanerin
- Sandra Krautwaschl (* 4. November 1971), Politikerin (Grüne)
- Ingrid Lechner-Sonnek (* 30. März 1953), Politikerin (Grüne) und Sozialmanagerin